# Santa Lucía en los Juegos Olímpicos de la Juventud
Santa Lucía participó dos veces en los Juegos Olímpicos de la Juventud en 2010, con cinco deportistas, y en 2014 con dos.

## Participantes
| Juego Olímpico | Deportistas |
| -------------- | ----------- |
| Singapur 2010  | 5           |
| Nankín 2014    | 2           |

## Medallas
| Olimpiada     | Medalla de oro | Medalla de plata | Medalla de bronce | Total |
| ------------- | -------------- | ---------------- | ----------------- | ----- |
| Singapur 2010 | 0              | 1                | 0                 | 1     |
| Nankín 2014   | 0              | 0                | 0                 | 0     |
| Total         | 0              | 1                | 0                 |       |